# Jerilderie Shire Council
Jerilderie Shire Council is een Local Government Area (LGA) in de Australische deelstaat New South Wales. Jerilderie Shire Council telt 1.782 inwoners. De hoofdplaats is Jerilderie.